# Никад не реци никад (књига)
Никад не реци никад (енгл. The Never List) је роман америчке књижевнице Кети Зан (енгл. Koethi Zan) објављен 2. јануара 2014. године. Српско издање је објавила издавачка кућа Вулкан из Београда 2015. године.

## О ауторки
Кети Зан је рођена у Алабами, њена мајка је била професорка локалне јавне средње школе, а отац фудбалер. Већину детињства је провела у својој соби, читајући, слушајући Морисија и избегавајући све што је повезано са средњошколским фудбалом. Уз помоћ стипендија је завршила колеџ у Јужном Бирмингему и уписала Јејл Универзитет, са жељом да постане филмски продуцент. Након студија се преселила у Њујорк. Бавила се правом више од петнаест година, радила на филму, телевизији и у позоришту. Присуствовала је свечаним премијерама и отварањима, међународним филмским фестивалима и забавама на којима су присуствовале познате личности. Радила је као виши потпредседник и заменик генералног саветника MTV. Након рада у корпоративном праву као адвокат, одлучила је да испуни свој сан и напише роман, први јој је био Никад не реци никад. Данас живи у сеоској кући у северном делу Њујорка са мужем и две ћерке.

## О књизи
Књига Никад не реци никад прати живот Саре и Џенифер које су одувек биле најбоље другарице. Кад је дошло време за одлазак на факултет, њих две су направиле листу ствари које никад не смеју радити, али довољан је један тренутак непажње, једна неопрезна одлука и њихов живот се претвара у ноћну мору: три године заробљеништва у подруму немилосрдног садисте. Десет година касније, Сара настоји да води нормалан живот, све док не сазна да би њихов отмичар ускоро могао изаћи из затвора. Прогоњена писмима која јој стижу од њега и утварама потиснуте прошлости, она схвата да скривање више није опција. Мораће да урони назад у круг очајања и страха из којег је мислила да се извукла и зађе у свет култова и древног изучавања техника мучења, где је закопана истина коју не може да замисли.